# Завод суперфосфату в Гальдакао
Завод суперфосфату в Гальдакао — колишнє хімічне підприємство на півночі Іспанії, що стало першим у галузі виробництва добрив в історії країни.
Ще в 1860-х роках у іспанському регіоні Естремадура почали розробку покладів фосфоритів у районі Касересу (Альдеа-Морет), при цьому наступного десятиліття цей процес очолила компанія Sociedad General de Phosphatos de Cáceres (SGFC). Первісно вона здійснювала експорт продукції на ринки більш розвинутих європейських країн, проте вже невдовзі конкурентами в цьому стали постачальники фосфоритів походженням з Північної Африки та США. Водночас на півночі країни на східній околиці Більбао в Гальдакао діяв завод з виробництва вибухівки, який належав створеній у 1872-му шведським промисловцем Альфредом Нобелем компанії Sociedad Anónima Española de la Pólvora Dinamítica-Privilegio de A. Nobel (SED), при цьому технологічний процес виробництва нітрогліцерину давав суттєві обсяги залишкових кислот, зокрема сульфатної. Як наслідок, вирішили використати ці обставини для організації першого в Іспанії виробництва суперфосфату.
У 1884-му заснували компанію La Cantábrica, Sociedad Anónima Española de Fosfatos Solubles, в якій SED та SGFC володіли відповідно 65,5 % та 34,5 %. Фосфорити транспортували з копалень Альдеа-Морет залізницею до Лісабону, потім морським транспортом до Більбао, після чого знову доправляли залізницею до майданчику у Гальдакано, де шляхом обробки фосфоритів кислотами від SED продукували суперфосфат.
Втім, фінансові результати виявились далекими від очікуваних, причинами чого був низький попит на сучасне добриво зі сторони відсталого сільського господарства Іспанії та високі транспортні витрати. Звіт La Cantábrica за 1887 рік показав значний збиток, а за три роки цей показник більш ніж подвоївся, що в підсумку й призвело до закриття проекту.
Можливо також відзначити, що вже у 1900-х роках в Іспанії почалось стрімке зростання виробництва суперфосфату, зокрема, наступник SED компанія Union Española de Explosivos відкрила шість таких заводів, втім, цей підйом уже базувався на місцевому ресурсі піритів (сировина для виробництва сульфатної кислоти) та імпортованих з Північної Африки фосфоритах.